# Ugao
Ugao (en serbe cyrillique : Угао) est un village de Serbie situé dans la municipalité de Sjenica, district de Zlatibor. Au recensement de 2011, il comptait 437 habitants.

## Démographie
Ugao est l'un des trois villages de la région de Pešter avec Boroštica et Doliće qui est habité par des albanais. Des facteurs tels que certains mariages mixtes entrepris par deux générations avec la population bosniaque environnante ainsi que les circonstances difficiles des guerres yougoslaves (années 90) ont incité les Albanais locaux à se désigner eux-mêmes dans les recensements comme étant des Bosniaques. Les aînés du village maîtrisent encore la langue.